# Nogometni Klub Jezero Medvode
Il Nogometni Klub Jezero Medvode è una società calcistica slovena con sede nella città di Medvode.
Fondato nel 1972, il club nel 2013 milita nella Tretja slovenska nogometna liga.
Nella stagione il club ha giocato una stagione nella Prva Liga.

## Stadio
Il club gioca le gare casalinghe allo stadio Sori, che ha una capacità di 1000 posti a sedere.

## Palmarès
- 4.SNL: 1

2012-2013